# Lomtjärnen (Nederkalix socken, Norrbotten, 733508-182837)
Lomtjärnen är en sjö i Kalix kommun i Norrbotten och ingår i Kalixälvens huvudavrinningsområde. Sjön har en area på 0,0501 kvadratkilometer och ligger 71,2 meter över havet.

## Delavrinningsområde
Lomtjärnen ingår i det delavrinningsområde (733461-183086) som SMHI kallar för Utloppet av Mjöträsket. Medelhöjden är 57 meter över havet och ytan är 13,04 kvadratkilometer. Det finns inga avrinningsområden uppströms utan avrinningsområdet är högsta punkten. Kvarnån som avvattnar avrinningsområdet har biflödesordning 2, vilket innebär att vattnet flödar genom totalt 2 vattendrag innan det når havet efter 33 kilometer. Avrinningsområdet består mestadels av skog (74 procent). Avrinningsområdet har 2,54 kvadratkilometer vattenytor vilket ger det en sjöprocent på 19,4 procent.